# Henderson–Hasselbalch-egyenlet
A kémiában a Henderson–Hasselbalch-egyenlet biológiai és kémiai rendszerek pH értékének levezetését adja meg (a pKa, azaz a savi disszociációs állandó negatív logaritmusának ismeretében). Az egyenlet felhasználható pufferoldatok és a sav-bázis reakciók egyensúlyi pH-jának kiszámítására, de széles körben használják fehérjék izoelektromos pontjának számítására is.

## Az egyenlet
Az egyenlet két, egymással ekvivalens alakja:
{\displaystyle {\textrm {pH}}={\textrm {pK}}_{a}+\log \left({\frac {[{\textrm {A}}^{-}]}{[{\textrm {HA}}]}}\right)}
és
{\displaystyle {\textrm {pH}}={\textrm {pK}}_{a}-\log \left({\frac {[{\textrm {HA}}]}{[{\textrm {A}}^{-}]}}\right).}
[HA] a disszociálatlan gyenge sav moláris koncentrációja, [A⁻] a sav konjugált bázispárjának koncentrációja és {\displaystyle {\textrm {pK}}_{a}=-\log(K_{a})}, ahol {\displaystyle K_{a}} a savi disszociációs állandó, azaz az általános
{\displaystyle {\mbox{HA}}+{\mbox{H}}_{2}{\mbox{O}}\rightleftharpoons {\mbox{A}}^{-}+{\mbox{H}}_{3}{\mbox{O}}^{+}}
Brønsted sav-bázis reakcióra:
{\displaystyle {\textrm {pK}}_{a}=-\log(K_{a})=-\log \left({\frac {[{\mbox{H}}_{3}{\mbox{O}}^{+}][{\mbox{A}}^{-}]}{[{\mbox{HA}}]}}\right)}
Az egyenlet harmadik alakja, melyet Heylman-egyenletnek is neveznek, {\displaystyle K_{b}} segítségével kifejezve, ahol {\displaystyle K_{b}} a bázis disszociációs állandó:
{\displaystyle {\textrm {pK}}_{b}=-\log(K_{b})=-\log \left({\frac {[{\mbox{O}}{\mbox{H}}^{-}][{\mbox{HA}}]}{[{\mbox{A}}^{-}]}}\right)}
Ezekben az egyenletekben {\displaystyle {\mbox{A}}^{-}} a kérdéses sav ionizált formáját jelöli. A szögletes zárójelben szereplő mennyiségek, mint a [bázis] és [sav] a zárójelbe zárt mennyiség moláris koncentrációját jelentik.
A fenti egyenletekhez hasonlóan az alábbi egyenlet érvényes:
{\displaystyle {\textrm {pOH}}={\textrm {pK}}_{b}+\log \left({\frac {[{\textrm {BH}}^{+}]}{[{\textrm {B}}]}}\right)}
Ahol BH+ a B bázis konjugált savját jelöli.

## Levezetése
A Henderson–Hasselbalch-egyenlet a savi disszociációs állandó definíciójából vezethető le, az alábbi lépésekben:
{\displaystyle K_{\textrm {a}}={\frac {[{\textrm {H}}^{+}][{\textrm {A}}^{-}]}{[{\textrm {HA}}]}}}
{\displaystyle \log _{10}K_{\textrm {a}}=\log _{10}\left({\frac {[{\textrm {H}}^{+}][{\textrm {A}}^{-}]}{[{\textrm {HA}}]}}\right)}
{\displaystyle \log _{10}K_{\textrm {a}}=\log _{10}[{\textrm {H}}^{+}]+\log _{10}\left({\frac {[{\textrm {A}}^{-}]}{[{\textrm {HA}}]}}\right)}
{\displaystyle -{\textrm {p}}K_{\textrm {a}}=-{\textrm {pH}}+\log _{10}\left({\frac {[{\textrm {A}}^{-}]}{[{\textrm {HA}}]}}\right)}
{\displaystyle {\textrm {pH}}={\textrm {p}}K_{\textrm {a}}+\log _{10}\left({\frac {[{\textrm {A}}^{-}]}{[{\textrm {HA}}]}}\right)}
Az {\displaystyle [{\mbox{A}}^{-}]/[{\mbox{HA}}]} arány dimenzió nélküli, és mint ilyen, más mértékegységek más hányadosai is használhatóak. Például a komponensek {\displaystyle n_{{\mbox{A}}^{-}}/n_{\mbox{HA}}} anyagmennyiség-arányai vagy az {\displaystyle \alpha _{{\mbox{A}}^{-}}/\alpha _{\mbox{HA}}} törtkoncentrációk – ahol {\displaystyle \alpha _{{\mbox{A}}^{-}}+\alpha _{\mbox{HA}}=1} – ugyanazt az eredményt fogja adni. Esetenként az egyéb egységekkel felírt hányados kényelmesebben használható.

## Története
Lawrence Joseph Henderson 1908-ban megadott egy egyenletet, mely a szénsav pufferoldatként való használatát írta le. Később Karl Albert Hasselbalch ezt a képletet átírta logaritmikus formára, így kapta a Henderson–Hasselbalch-egyenletet. Hasselbalch ugyanezt az egyenletet használta a metabolikus acidózis tanulmányozására.

## Korlátai
A Henderson–Hasselbalch-egyenlet több közelítést is magába foglal. A legfontosabb az a feltételezés, hogy a sav és konjugált bázispárjának koncentrációja egyensúlyban azonos a kiindulási koncentrációval, azaz elhanyagolja a sav disszociációját és a bázis hidrolízisét. Nem veszi figyelembe a víznek a disszociációját sem. Ezek a közelítések nem teljesülnek, ha viszonylag erős savakról vagy bázisokról van szó (a pKa több egységgel eltére 7-től), ha nagyon híg vagy nagyon tömény oldatokról van szó (1 mM-nál hígabb vagy 1 M-nál töményebb), vagy nagyon eltérő mennyiségű sav és bázis van jelen (az arányuk nagyobb mint 100:1). Ugyancsak figyelmen kívül marad a sav és bázis vízben történő hígításának hatása. Ha a sav és bázis aránya 1, akkor az oldat pH-ja eltérő lesz ha a víz mennyiségét 1 ml-ről 1 l-re változtatjuk.

## A vér pH-jának becslése
A Henderson–Hasselbalch-egyenlet módosított változata felhasználható arra, hogy összefüggést találjunk a vér pH-ja és a hidrogén-karbonát pufferrendszer alkotói közötti:
{\displaystyle {\mbox{pH}}=pK_{a~H_{2}CO_{3}}+\log \left({\frac {[{\mbox{HCO}}_{3}^{-}]}{[{\mbox{H}}_{2}{{\mbox{CO}}_{3}}]}}\right)},
ahol:
- pKa H2CO3 a szénsav savi disszociációs állandójának negatív logaritmusa. Ennek értéke 6,1.
- [HCO3−] a vér hidrogén-karbonát koncentrációja
- [H2CO3] a vér szénsav koncentrációja

Ez az artériás vérgázra használható, de itt H2CO3 helyett többnyire pCO2-t, azaz a szén-dioxid parciális nyomását adják meg. E két mennyiség között az alábbi egyenlet teremt kapcsolatot:
{\displaystyle [{\mbox{H}}_{2}{{\mbox{CO}}_{3}}]=k_{\rm {H~CO_{2}}}\,\cdot pCO_{2}},
ahol:
- [H2CO3] a szénsav koncentrációja a vérben
- kH CO2 a szén-dioxid vérben való oldhatóságának Henry-állandója. kH CO2 közelítőleg 0,03 mmol/Hgmm
- pCO2 a szén-dioxid parciális nyomása a vérben

Mindent egybevéve a vér pH-ja, illetve a hidrogén-karbonát koncentrációja és a szén-dioxid parciális nyomása közötti összefüggést az alábbi egyenlettel adható meg:
{\displaystyle {\mbox{pH}}=6,1+\log \left({\frac {[{\mbox{HCO}}_{3}^{-}]}{0,03\cdot pCO_{2}}}\right)},
ahol:
- pH a vér savassága
- [HCO3−] a hidrogén-karbonát koncentrációja a vérben
- pCO2 a szén-dioxid parciális nyomása a vérben

## Fordítás
Ez a szócikk részben vagy egészben  a   Henderson–Hasselbalch equation című angol Wikipédia-szócikk ezen változatának fordításán alapul.  Az eredeti cikk szerkesztőit annak laptörténete sorolja fel. Ez a jelzés csupán a megfogalmazás eredetét és a szerzői jogokat jelzi, nem szolgál a cikkben szereplő információk forrásmegjelöléseként.

## További olvasnivaló
- Lawrence J. Henderson (1908. május 1.). „Concerning the relationship between the strength of acids and their capacity to preserve neutrality” (Abstract). Am. J. Physiol. 21 (4), 173–179. o. [2009. január 9-i dátummal az eredetiből archiválva]. (Hozzáférés: 2013. január 12.)
- Hasselbalch, K. A. (1917). „Die Berechnung der Wasserstoffzahl des Blutes aus der freien und gebundenen Kohlensäure desselben, und die Sauerstoffbindung des Blutes als Funktion der Wasserstoffzahl”. Biochemische Zeitschrift 78, 112–144. o.
- Po, Henry N.; Senozan, N. M. (2001). „Henderson–Hasselbalch Equation: Its History and Limitations”. J. Chem. Educ. 78 (11), 1499–1503. o. DOI:10.1021/ed078p1499.
- de Levie, Robert. (2003). „The Henderson–Hasselbalch Equation: Its History and Limitations”. J. Chem. Educ. 80 (2), 146. o. DOI:10.1021/ed080p146.
- de Levie, Robert (2002). „The Henderson Approximation and the Mass Action Law of Guldberg and Waage”. The Chemical Educator 7 (3), 132–135. o. DOI:10.1007/s00897020562a.